# Festival Internacional de Cinema de Hamptons
El Festival Internacional de Cinema de Hamptons (en anglès Hamptons International Film Festival, HIFF) és un festival internacional de cinema fundat el 1992 per Joyce Robinson. Des de llavors, el festival té lloc cada any a East Hampton (Nova York). Normalment és un esdeveniment anual de cinc dies a mitjans d’octubre i se celebra a sales de cinema situades a la zona de Long Island, a Nova York, Estats Units.
Aproximadament 18.000 visitants assisteixen a cada certamen i es presenten cada any prop de cent pel·lícules, incloent una representació anual d'almenys vint països i un paquet de premis per valor de més de 200.000 dòlars.
L'HIFF es va fundar com una celebració del cinema independent en diverses formes i per proporcionar un fòrum a cineastes independents amb perspectives globals diferents. El festival posa un èmfasi especial en els nous cineastes amb diversitat d’idees, com a mitjà per proporcionar no sols exposició pública al contingut del festival i els seus creadors, sinó també per inspirar i il·luminar el públic. El festival ha presentat pel·lícules que posteriorment han estat considerades produccions d’èxit; l'esdeveniment del 2008 va comptar amb els guanyadors dels premis Oscar, Globus d'Or i Independent a la "Millor pel·lícula", i la temporada 2011 hi van participar 24 nominacions a l'Oscar.
L'HIFF presenta principalment curtmetratges, documentals i pel·lícules narratives i és un festival qualificador per als premis Oscar. El festival ofereix presentacions especials, incloent: "Breakthrough Performers" que mostra nous talents d'interpretació emergents; "A Conversation With", una sessió de preguntes i respostes amb una llum de la pel·lícula; i "Conflict & Resolution" que "utilitza el poder del cinema per augmentar la comprensió de les realitats humanes de la guerra i el conflicte". Ofereix un paquet de premis per valor de 165.000 dòlars.
El festival també participa amb altres esdeveniments durant la resta de l'any, incloses projeccions en altres parts de l'estat de Nova York i un Laboratori de guionistes anual.

## Laboratori de guionistes
The Hamptons Screenwriters ’Lab és una trobada íntima que té lloc cada primavera a East Hampton. El laboratori busca desenvolupar nous talents de guionista introduint a escriptors consolidats guionistes emergents, aquests últims escollits pels organitzadors del festival de cinema i contactes clau de la indústria. Els mentors aconsellen en un entorn de laboratori "individual", mentre que els esdeveniments diaris programats permeten als participants participar amb membres de la junta, patrocinadors, la comunitat creativa local i altres simpatitzants del festival. El laboratori facilita la millora del treball dels guionistes participants, ja que els escriptors seleccionats consulten amb professionals de la indústria per conèixer els mecanismes de la indústria cinematogràfica.
El laboratori busca activament una àmplia selecció de guions que aborden de forma acumulativa una diversitat de temes. El laboratori també fomenta la presentació de guions nous i innovadors que exploren ciència, tecnologia, matemàtiques, invenció i enginyeria com a part de la seva associació amb la iniciativa de la Fundació Alfred P. Sloan per fomentar la comprensió pública de la ciència.